# Роберт Вінницький
Роберт Артур Вінницький (пол. Robert Artur Winnicki; нар. 18 липня 1985, Зґожелець, Зґожелецький повіт, Нижньосілезьке воєводство, Польща) — польський політик. Колишній голова ультранаціоналістичної партії "Національний рух" та депутат Сейму Республіки Польща. У 2009–2013 роках був головою організації «Загальнопольська молодь».

## Життєпис
Роберт Вінницький народився 18 липня 1985 року в місті Зґожелець Нижньосілезьке воєводство. Предки Вінницького походять з Литви. Його дід, у комуністичний період, був ґмінним секретарем Польської об'єднаної робітничої партії.  

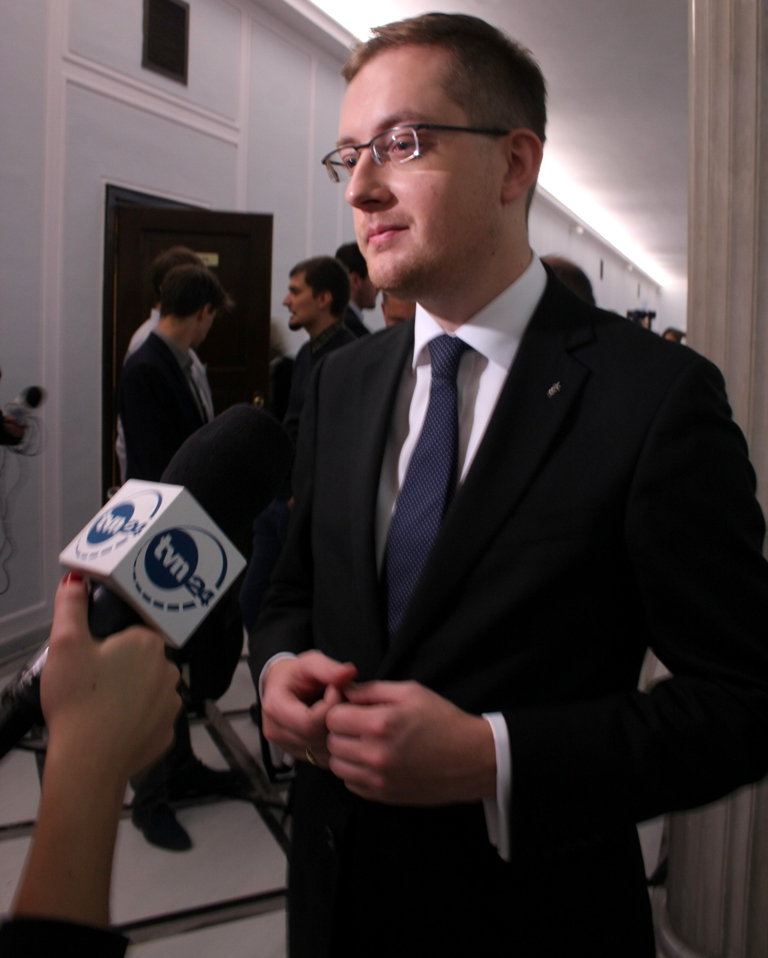

У 2004 році Роберт Вінницький закінчив середню школу імені Адама Міцкевича в Любані. Того ж року вступив у Вроцлавський університет, де вивчав політологію, але університет не закінчив.
Працював у сфері нерухомості, керував готелем.
На парламентських виборах 2007 року він балотувався у Сейм від Ліги польських сімей. ЛПС отримала лише 1.5 % голосів і до Сейму не потрапила.
З 14 березня 2009 року до 13 квітня 2013 року був президентом «Всепольської молоді». Вінницький був один з ініціаторів створення «Рух народового».
10 грудня 2014 року обраний головою «Руху народового». 13 червня 2015 року на першому з'їзді «Рух народового» був переобраний головою.
На виборах до Європарламенту в Польщі у 2014 році був кандидатом від «Руху народового», але не був обраний. На місцевих виборах 2014 році був кандидатом на посаду мера Вроцлава, та балотувався до Сеймика Нижньосілезького воєводство, проте у обох виборах програв.
На парламентських виборах у 2015 році обраний до Сейму за виборчим списком партії «Kukiz'15».
Вінницького у лютому 2016 року, окружним судом у Варшаві, було визнано винним у вчиненні у підбурюванні та закликах до насильства над працівниками поліції та засуджено до штрафу.
У квітні 2016 року, згідно з рішенням політичної ради «Руху народового», Вінницький вийшов з парламентської фракції «Kukiz'15».

## Антиукраїнський випад
19 березня 2017 року, під час проведення антиукраїнського мітингу біля українського посольства у Варшаві, Роберт Вінницький поклав червоно-чорний Революційний прапор ОУН на землю та витер об нього нього зі словами: 
| «Це бандерівська ганчірка»[11]. |
20 березня 2017 року Депутати Львівської обласної ради звернулися до Міністерства закордонних справ України з вимогою оголосити Роберта Вінницького персоною нон ґрата в Україні.